# Achlys japonica
Achlys japonica är en berberisväxtart som beskrevs av Carl Maximowicz. Achlys japonica ingår i släktet Achlys och familjen berberisväxter. Inga underarter finns listade i Catalogue of Life.